# شينا نيشيزاوا
شينا نيشيزاوا (西沢 幸奏، نيشيزاوا شينا، من مواليد 23 فبراير 1997)، والمعروفة أيضًا باسمها اكسينا، هي مغنية بوب روك يابانية من سايتاما، وقعت على ساكرا ميوزيك تحت سوني للترفيه الموسيقي اليابانية. فازت بالجائزة الكبرى في أول اختبار FlyingDog في عام 2014. وأصدرت أغنيتها المنفردة الأولى "Fubuki" في عام 2015، وألبومها الأول Break Your Fate في عام 2017.
تأثرت موسيقى نيشيزاوا بوالدها، وكذلك بفنانين مثل ديف غروهل. ظهرت أغانيها في مسلسلات الأنمي مثل مجموعة كانتاي وحرب النجمة. ظهرت أيضًا في أحداث الأنمي في أوروبا وآسيا. في أبريل 2017، افتتحت نادي معجبيها الرسمي وجهًا لوجه. في يوليو 2019، بدأت في استخدام اسمها الفني الجديد اكسينا، وانتقلت إلى ساكرا ميوزيك ضمن شركة سوني للترفيه الموسيقي اليابانية.

## روابط خارجية
- الموقع الرسمي